# Senado de Granada
O Senado é a câmara alta do Parlamento de Granada. Ele tem 13 membros indicados.

## Composição
13 senadores são nomeados pelo Governador-Geral:
- 7 sobre a recomendação do Primeiro-ministro;
- 3 sobre a recomendação do líder da oposição;
- 3 sobre a recomendação do representante do Primeiro-ministro, pessoa pela qual ele quer ser representado, após consultar as organizações representativas.

## Nomeação
- Duranção do mandato: 5 anos

Elegibilidade (quem pode ser eleito):
- Ter no mínimo 18 anos;
- Ser um cidadão da Commonwealth;
- Possuir domicílio ou residência durante os doze meses anteriores à nomeação;
- Ter o inglês como idioma fluente.

Inelegibilidade (quem não pode ser eleito):
- Problemas corporais não passíveis de reabilitação;
- Doenças mentais;
- Aliança com um Estado estrangeiro;
- Condenação à morte;
- Pena de prisão de pelo menos um ano;
- bénéfice d'un contrat administratif.

O Supremo Tribunal deve determinar a validade do mandato de senadores.

## Presidência
- Presidente: Joan Purcell (nomeado em 20 de agosto de 2008)
- Secretário geral: Adrian Hayes